# Zhang Guoqing
En una onomàstica xinesa Zhang es el cognom i Guoqing el prenom.
Zhang Guoqing (xinès simplificat: 张国清; pinyin: Zhāng Guóqīng) (Luoshan 1964 -  ) Polític xinès.  És membre suplent del 17è Comitè Central del Partit Comunista de la Xina, membre dels 18è, 19è i 20è Comitè Central del PCX, i membre del Buró Polític del 20è Comitè Central del PCX.  A partir del març de 2023 és un dels quatre viceprimers ministres del Consell d'Estat de la República Popular de la Xina.

## Biografia
Zhang Guoqing va. neixer el 13 d'agost de 1964 a Luoshan, província de Henan (Xina).  Va estudiar al Departament d'Enginyeria Electrònica de l'Institut d'Òptica i Mecànica de Precisió de Changchun (ara Universitat de Ciència i Tecnologia de Changchun) i al Departament d'Economia i Comerç Exterior de l'Institut de Tecnologia de la Xina Oriental (ara Universitat de Ciència i Tecnologia de Nanjing). Va obtenir un doctorat en economia a l'Escola d'Economia i Gestió de la Universitat  Tsinghua de Pequín, mentre treballava. Entre setembre i novembre del 2001 va participar en un curs de gestió executiva a la Harvard Business School.

#### Carrera professional
Després de graduar-se amb una segona llicenciatura en comerç exterior industrial, va entrar a la China North Industries Corporation (Norinco)  empresa coneguda per la fabricació, entre altres productes, de sistemes militars d'alta tecnologia.
En aquesta empresa militar, Zhang Guoqing va començar com a gerent de projectes i va. estar involucrat en els negocis de l'empresa a l'Orient Mitjà durant molt de temps. Va exercir com a assistent del representant general de l'oficina de representació de l'empresa a Teheran a l'Iran, subdirector i director de l'oficina a l'Orient Mitjà. El 1995, va esdevenir subdirector general del Departament de Comerç Internacional 1 de l'empresa, i el 1996, va ser ascendit a vicepresident .
El 2007, Zhang va ser nomenat suplent del 17è Comitè Central del Partit Comunista Xinès, i va ser un dels membres més joves amb un escó a l'òrgan (només tenia 42 anys en aquell moment). Durant el mandat de Zhang, North Industries es va convertir en el primer grup de la indústria militar a assolir uns ingressos operatius anuals de 300.000 milions de iuans el 2011. El 2012, China North Industries s'havia assegurat un lloc a la llista Fortune Global 500. El 2012, va esdevenir membre de ple dret del 18è Comitè Central del PCX. Des del 1998, ha estat secretari del Comitè del Partit de la China North Industries Corporation, vicepresident i president de China Wanbao Engineering Corporation.

#### Carrera política

##### Chonching
L'abril de 2013, Zhang va ocupar un càrrec polític per primera vegada,quan va ser nomenat cap adjunt del partit de Chongqing. Tres mesos més tard també va assumir el càrrec de president de l'escola del partit de Chongqing, que és habitual per als caps adjunts del partit d'una jurisdicció. Juntament amb Ma Xingrui, Zhang va ser l'únic cap adjunt del partit a nivell provincial amb un escó complet al 18è Comitè Central. El desembre de 2016, va ser nomenat alcalde en funcions de Chongqing.

##### Tianjin
El desembre de 2017, va ser nomenat secretari adjunt del PCC de Tianjin.  El 2 de gener de 2018 va ser nomenat tinent d'alcalde i alcalde en funcions de Tianjin, convertint-se en adjunt de Li Hongzhong, aleshores secretari del Comitè Municipal del Partit de Tianjin. El 29 de gener de 2018 va ser elegit alcalde de Tianjin. El 24 de febrer de 2018 va ser elegit diputat a la 13a Assemblea Nacional del Poble.

##### Província de Liaoning
L'1 de setembre de 2020 va ser nomenat secretari del Comitè Provincial de Liaoning del PCX convertint-se en el secretari provincial del partit més jove en aquell moment.  El gener de 2021 va ser elegit president del Comitè Permanent del Congrés Popular Provincial de Liaoning. Una de les seves principals iniciatives a Liaoning va ser optimitzar l'entorn empresarial, centrant-se en la creació d'un "entorn empresarial que sigui convenient, ben regulat, competitiu en costos i ecològicament habitable", i "construir un Liaoning digital i una província manufacturera intel·ligent”.

#### Viceprimer ministre
Després del 20è Congrés Nacional del Partit, va ser elegit membre del Politburó del PCX. El 12 de març de 2023, va ser nomenat viceprimer ministre de la Xina. La seva responsabilitat inclou els assumptes relacionats amb la indústria i les tecnologies de la informació, la gestió d'emergències, i les empreses estatals.
Durant el seu mandat ha tingut una tasca important en gestions a l'exterior. El setembre de 2023 va visitar Rússia per assistir al Fòrum Econòmic Oriental a Vladivostok, on es va reunir amb el president rus Vladimir Putin. El febrer de 2025, Zhang va assistir a la Cimera d'Acció sobre Intel·ligència Artificial de 2025 a París. El desembre de 2024, va visitar l'Iran, on es va reunir amb el president iranià Masoud Pezeshkian.
Com a responsable d'emergències l'agost de 2025 va participar en la direcció de les tasques de rescat  degudes a les esllavissades de la província de Gansu. Zhang, es va desplaçar fins al districte de Yuzhong i va dirigir les tasques de recerca i rescat i de resposta d'emergència sobre el terreny.